# Гамбетола
Гамбето̀ла (на италиански: Gambettola, на местен диалект e Bòsch, е Боск) е град и община в северна Италия, провинция Форли-Чезена, регион Емилия-Романя. Разположен е на 31 m надморска височина. Населението на общината е 10 421 души (към 2012 г.).